# Степаново (Нагорное сельское поселение)
Степаново — деревня в Петушинском районе Владимирской области России, входит в состав Нагорного сельского поселения.

## География
Деревня расположена в 24 км на север от города Покров и в 39 км на северо-запад от райцентра города Петушки.

## История
В конце XIX — начале XX века деревня входила в состав Фуниково-Горской волости Покровского уезда, с 1926 года — в составе Овчининской волости Александровского уезда. В 1859 году в деревне числилось 17 дворов, в 1905 году — 29 дворов, в 1926 году — 41 двор.
С 1929 года деревня входила в состав Ирошниковского сельсовета Киржачского района, с 1945 года — в составе Покровского района, с 1960 года — в составе Петушинского района, с 1962 года — в составе Ивановского сельсовета, с 2005 года — в составе Нагорного сельского поселения.

## Население
| 1859 | 1905 | 1926 | 2002 | 2010 | 2021 |
| ---- | ---- | ---- | ---- | ---- | ---- |
| 120  | ↗161 | ↗186 | ↘0   | →0   | ↗5   |